# Sergi Gómez
Sergi Gómez Solà (Arenys de Mar, Barcelona, Catalunha, 28 de março de 1992) é um futebolista espanhol que atua como zagueiro. Atualmente está sem clube.

## Carreira no clube

### Barcelona

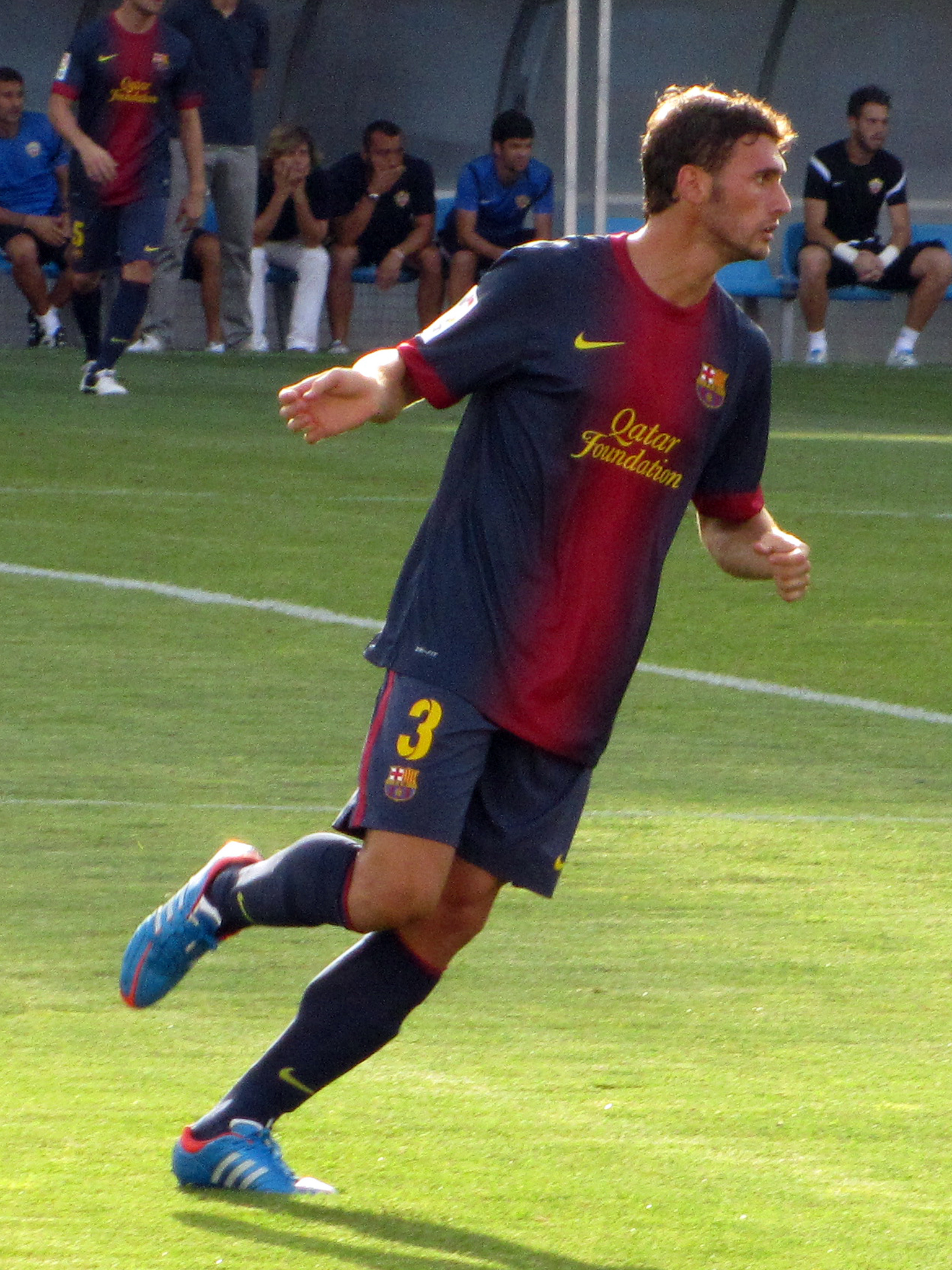
Gómez em ação pelo Barcelona B

Nascido em Arenys de Mar, Barcelona, Catalunha, Gómez ingressou na academia juvenil do FC Barcelona aos 14 anos de idade. Apesar de ter jogado apenas três jogos na Segunda División B pela equipe B, na temporada 2009–10, ele mais tarde desempenharia um papel essencial nos bem-sucedidos play-offs de promoção para a Segunda División, após a lesão do colega de equipe da base, Andreu Fontàs.
Em 13 de agosto de 2010, com o treinador da equipe principal Pep Guardiola proporcionando descanso necessário aos internacionais espanhóis do Barça, Gómez foi incluído na lista de dezenove jogadores para enfrentar o Sevilla FC na primeira partida da edição de 2010 da Supercopa de España. Ele fez sua estreia competitiva nessa partida, jogando 90 minutos em uma derrota fora de casa por 3 a 1.
Gómez foi exclusivamente associado às equipes juvenis e reservas durante sua passagem pelo Camp Nou.

### Celta
Em 1 de julho de 2014, o agente livre Gómez assinou um contrato de três anos com o Celta de Vigo. Ele fez sua estreia na La Liga em 13 de setembro quando entrou como substituto aos 75 minutos em um empate em casa por 2 a 2 contra a Real Sociedad, e ele terminou sua primeira temporada com 22 aparições para ajudar a alcançar a oitava posição final.
Gómez marcou seu primeiro gol na primeira divisão em 5 de novembro de 2017, abrindo uma vitória eventual por 3 a 1 sobre o Athletic Bilbao também no Balaídos.

### Sevilla
Gómez ingressou no Sevilla em 23 de julho de 2018, em um contrato de quatro anos. Titular indiscutível sob o comando de Pablo Machín, ele foi considerado dispensável após a nomeação de Julen Lopetegui.

### Espanyol
Em 28 de julho de 2021, Gómez assinou um contrato de três anos com o Espanyol, recém-promovido à primeira divisão. 

## Carreira internacional
Após representar a Espanha nas categorias sub-17, sub-19 e sub-21, Gómez foi convocado para a seleção principal pelo técnico Luis Enrique em 15 de março de 2019, para dois jogos de qualificação para a UEFA Euro 2020 contra a Noruega e Malta.

## Títulos
Barcelona
- Supercopa da Espanha: 2010[19]

Sevilla
- Liga Europa da UEFA: 2019–20[20]

Espanha
- Campeonato Europeu de Futebol Sub-19: 2011